# 锦丝站
錦絲站（：／ Geumsa yeok */?）是釜山地鐵4號線沿線的一座地下車站，位於韓國釜山廣域市金井區錦絲洞。

## 車站結構
站體為1面2線島式月台的地下車站，候車月台設有月台幕門，並有4處出口。

### 月台配置
| 書洞 ↑           |
| 下 上 \|         |
| ↓ 盤如農產品市場 |

| 月台 | 路線               | 目的地                               |
| ---- | ------------------ | ------------------------------------ |
| 上行 | ●釜山都市铁道4号线 | 忠烈祠、壽安、東萊、美南方向         |
| 下行 | ●釜山都市铁道4号线 | 盤如農產品市場、石坮、古村、安平方向 |

## 歷史
- 2011年3月30日：落成啟用。

## 車站周邊
- 沙下派出所
- 錦絲療養院
- 盤如農產品批發市場

## 圖片

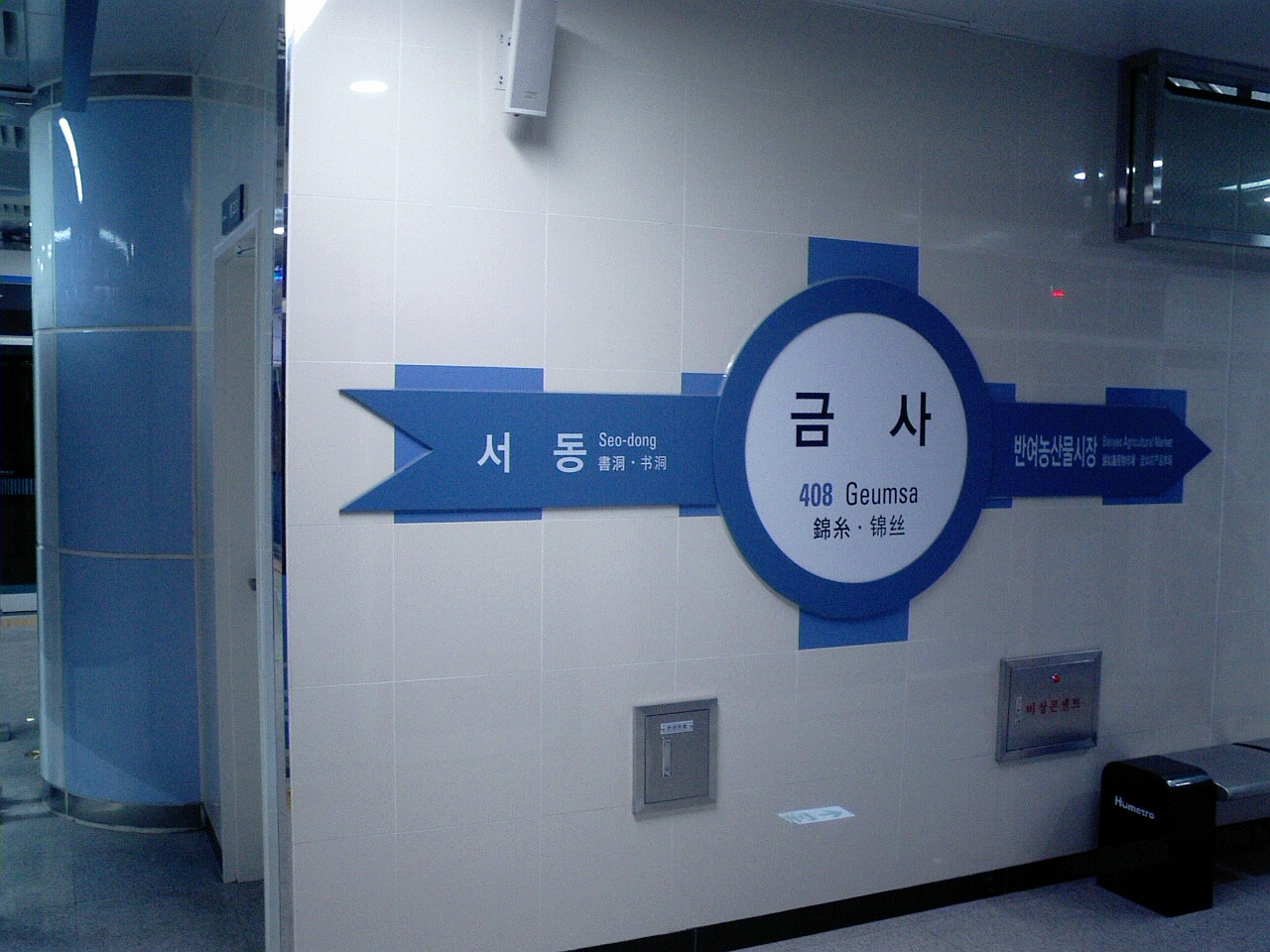
站名牌
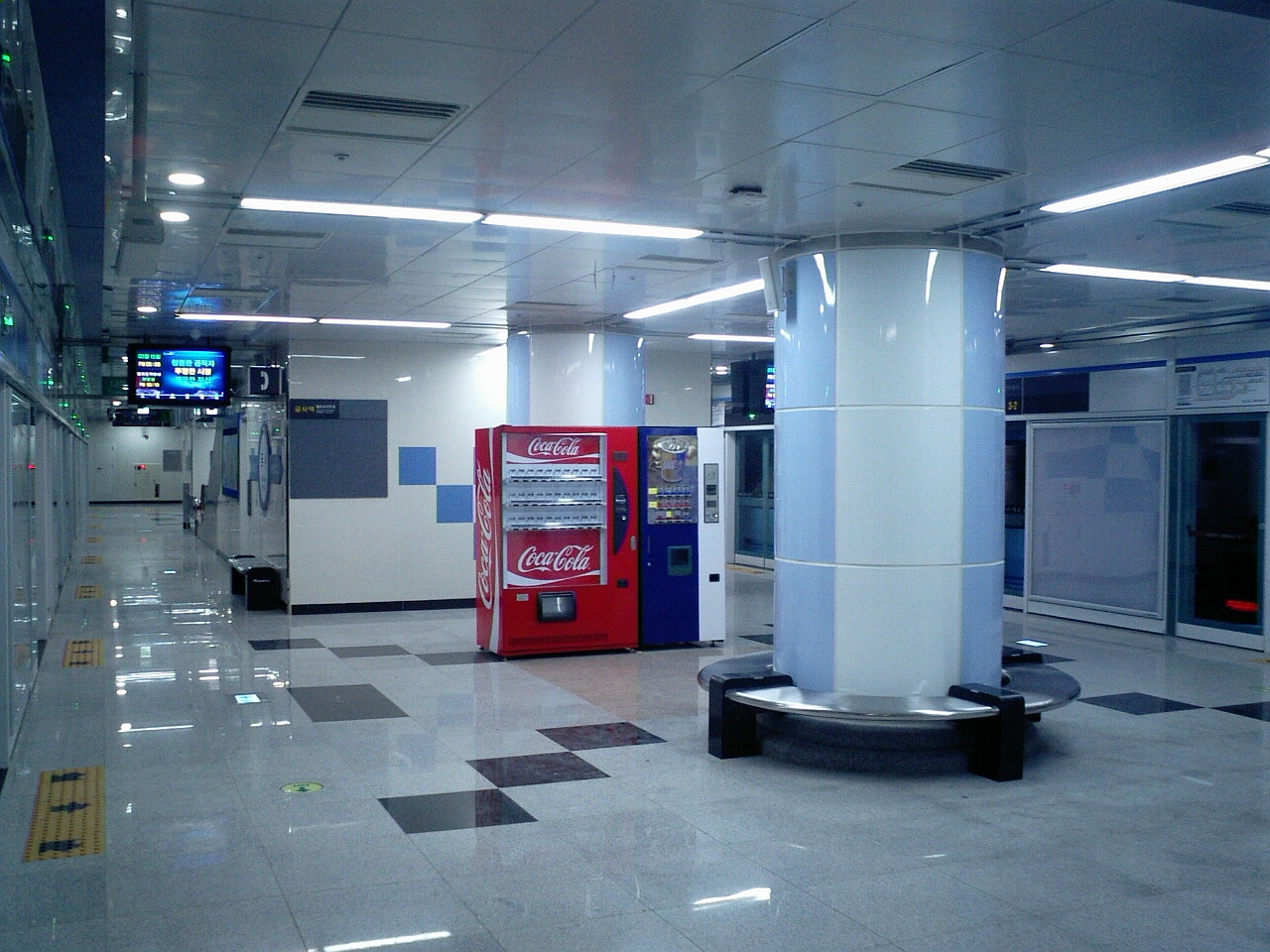
候車月台
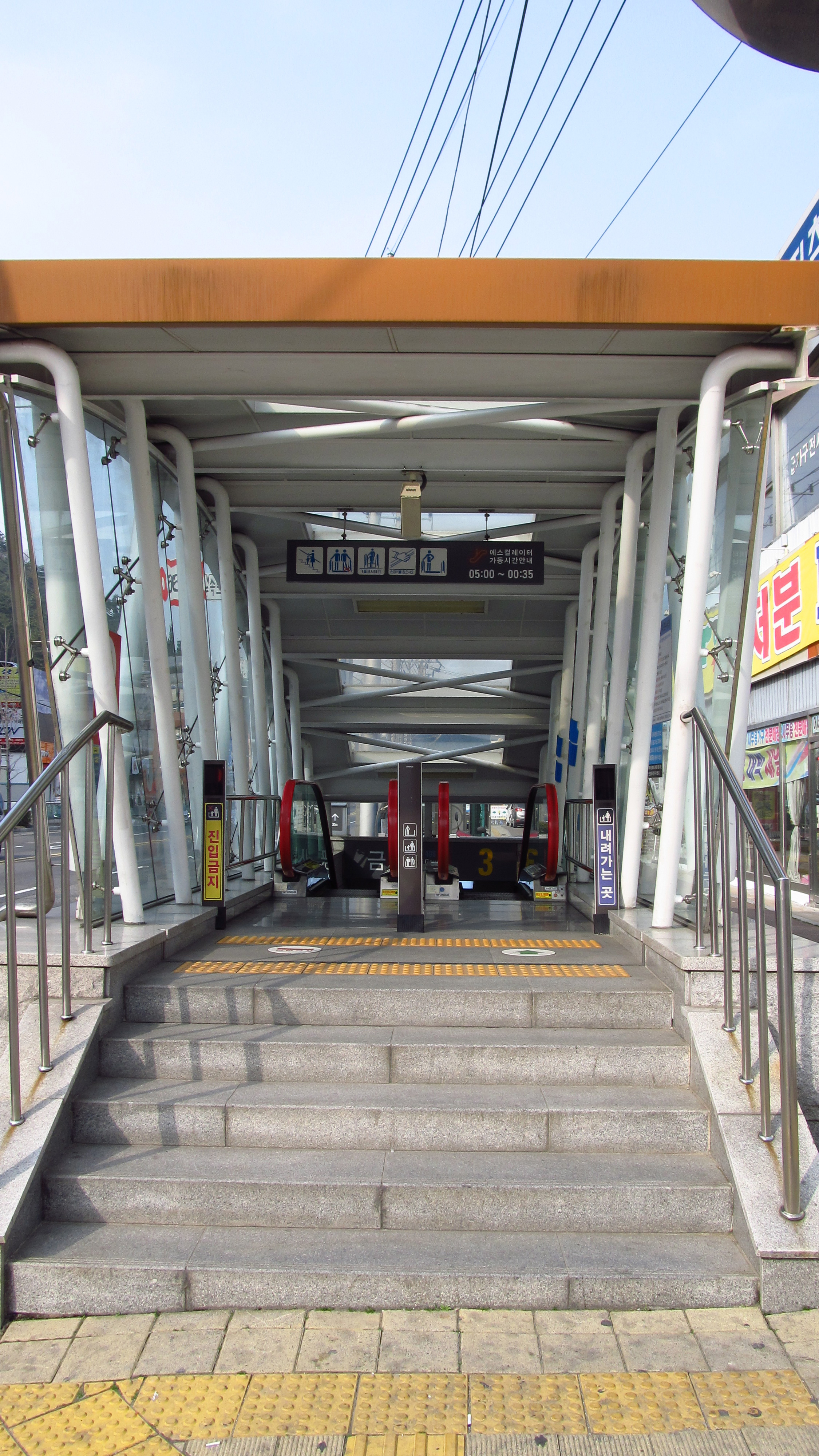
3號出口
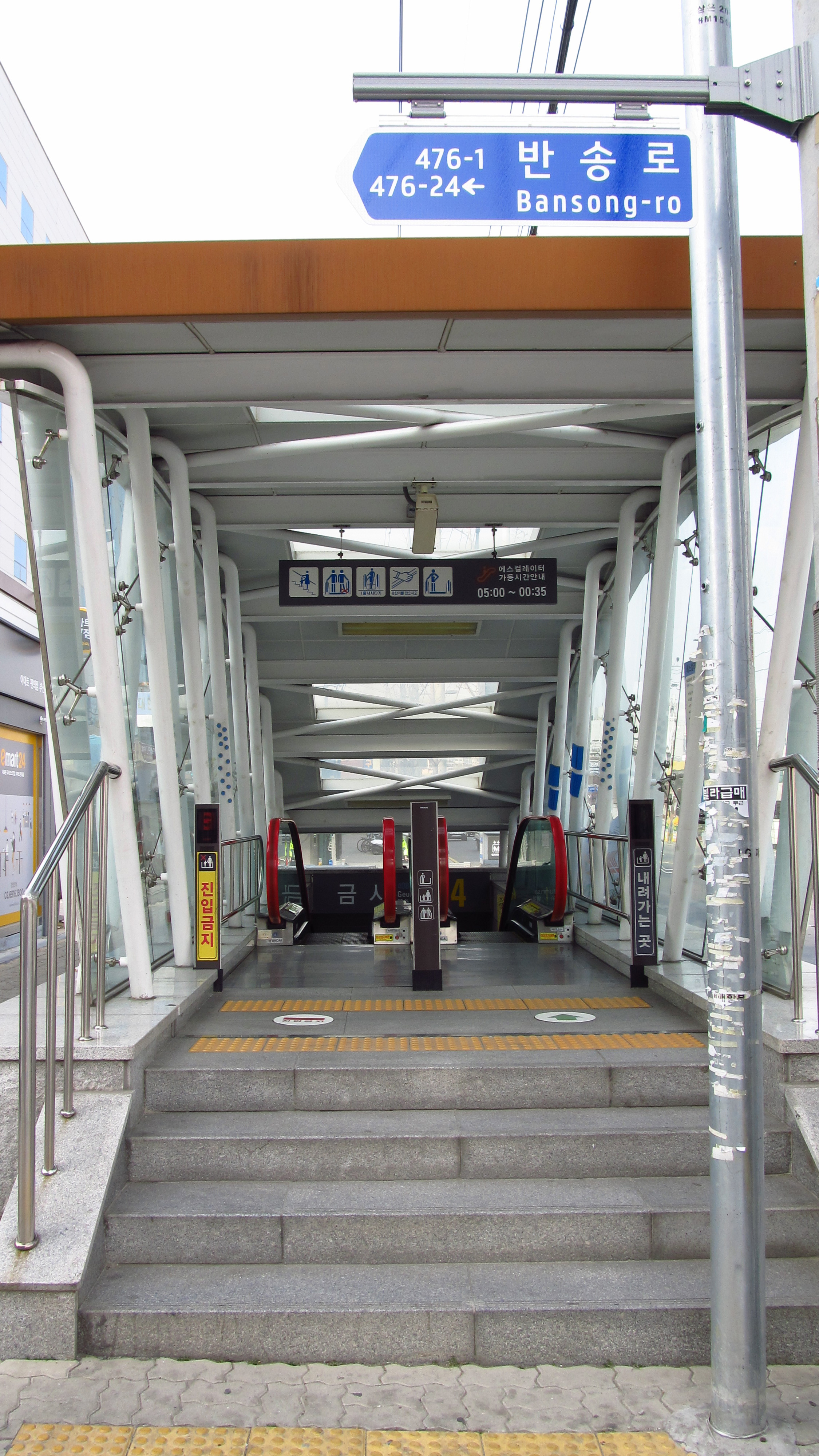
4號出口
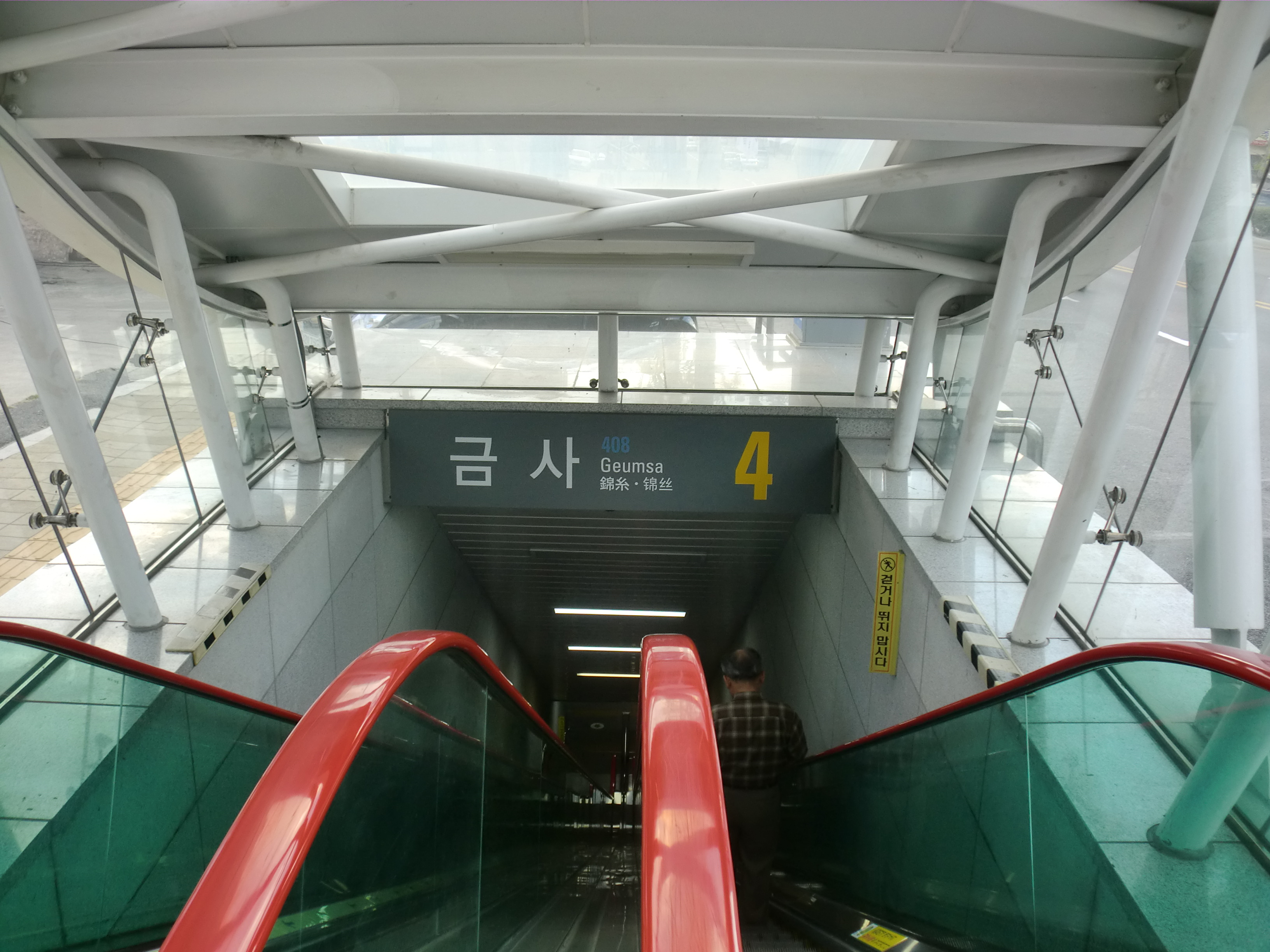
4號出口

## 相鄰車站
釜山交通公社
●釜山都市铁道4号线
書洞（407）－錦絲（408）－盤如農產品市場（409）